# Чернігівська селищна рада
Черні́гівська се́лищна ра́да — адміністративно-територіальна одиниця та орган місцевого самоврядування в Чернігівському районі Запорізької області. Адміністративний центр — селище міського типу Чернігівка.

## Загальні відомості
Чернігівська селищна рада утворена в 1954 році.
- Територія ради: 235,27 км²
- Населення ради: 8443 особи (станом на 2001 рік)
- Територією ради протікають річки Токмак, Сисикулак

## Населені пункти
Селищній раді підпорядковані населені пункти:
- смт Чернігівка
- с-ще Верхній Токмак Перший
- с-ще Верхній Токмак Другий
- с. Котлярівка
- с. Могиляни
- с. Пірчине
- с. Чернігово-Токмачанськ

### Колишні населені пункти
- х. Жовтневий
- с. Зубів
- с. Низяни
- х. Прохладний
- с. Сисикулак
- с. Токмачане
- х. Чернігівські хутори
- х. Шевченко[1]

## Склад ради

### Керівний склад попередніх скликань
| Прізвище, ім'я, по батькові | Основні відомості                                                        | Дата обрання | Дата звільнення |
| --------------------------- | ------------------------------------------------------------------------ | ------------ | --------------- |
| Кордій Анатолій Миколайович | Селищний голова, 1954 року народження, освіта вища, безпартійний         | 26.03.2006   | 31.10.2010      |
| Кордій Анатолій Миколайович | Селищний голова, 1954 року народження, освіта вища, член Партії регіонів | 31.10.2010   |                 |
| Манич Віталій Олександрович | Селищний голова, 1979 року народження, освіта вища, безпартійний         |              |                 |

Примітка: таблиця складена за даними сайту Верховної Ради України

### Депутати
За результатами місцевих виборів 2015 року депутатами ради стали:

#### За суб'єктами висування
| Суб'єкт висування                                       | Кількість обраних депутатів | %     |
| ------------------------------------------------------- | --------------------------- | ----- |
| Самовисування                                           | 20                          | 76.92 |
| Наш край                                                | 3                           | 11.54 |
| Політична партія Всеукраїнське об'єднання «Батьківщина» | 2                           | 7.69  |
| Опозиційний блок                                        | 1                           | 3.85  |

#### За округами
| № округу                                                | Прізвище, ім'я, по батькові         | Дата визнання обраним | Освіта              | Партійна приналежність                                        | Відомості про обраного депутата                                                                                        |
| ------------------------------------------------------- | ----------------------------------- | --------------------- | ------------------- | ------------------------------------------------------------- | --- |
| Самовисування                                           |                                     |                       |                     |                                                               | |
| 1                                                       | Сало Леонід Іванович                |                       | вища                | позапартійний                                                 | Начальник КП Чернігівського ВУЖКГ                                                                                      |
| 2                                                       | Сорокіна Валентина Григорівна       |                       | середня             | позапартійна                                                  | пенсіонер |
| 3                                                       | Нечипоренко Олег Георгійович        |                       | вища                | позапартійний                                                 | ВДВС Чернігівського районного управління юстиції, Державний виконавець                                                 |
| 5                                                       | Крижко Віктор Петрович              |                       | вища                | позапартійний                                                 | пенсіонер |
| 6                                                       | Братішко Сергій Миколайович         |                       | вища                | позапартійний                                                 | управління агропромис-лового комплексу Чернігівської районної державної адміністрації, заступник начальника управління |
| 8                                                       | Саєнко Олександр Іванович           |                       | вища                | позапартійний                                                 | П. П. «Холод», директор                                                                                                |
| 9                                                       | Сьомик Світлана Миколаївна          |                       | середня             | позапартійна                                                  | Чернігівська районна лабораторія відділення Токмацького міжрайонного відділу ДУ «Запорізький ОЛЦ ДСЕСУ», Завідувачка   |
| 10                                                      | Хлепітько Тетяна Миколаївна         |                       | середня             | член Політичної Партії «Опозиційний блок»                     | ТЦСО Чернігівської районної ради, швачка III кваліфікаційного розряду                                                  |
| 11                                                      | Шаповал Альона Володимирівна        |                       | вища                | позапартійна                                                  | ПСП «Зоря», юрист |
| 14                                                      | Логвиненко Андріан Олександрович    |                       | вища                | позапартійний                                                 | Управління фінансів Чернігівської районної державної адміністрації, Головний спеціаліст управління фінансів            |
| 15                                                      | Лехман Сергій Миколайович           |                       | середня             | позапартійний                                                 | безробітній |
| 18                                                      | Макаренко Марина Олександрівна      |                       | вища                | позапартійна                                                  | Чернігівська районна державна адміністрація, провідний спеціаліст управління фінансів                                  |
| 19                                                      | Чернявський Олександр Володимирович |                       | середня             | позапартійний                                                 | пенсіонер |
| 20                                                      | Ітерман Євгеній Іванович            |                       | вища                | позапартійний                                                 | Чернігівський район електричних мереж, майстер виробничої дільниці                                                     |
| 21                                                      | Скидан Олег Миколайович             |                       | вища                | позапартійний                                                 | юридичний консуль-тант з земельних питань СВК «Новомихайлівський»                                                      |
| 22                                                      | Кривний Євген Володимирович         |                       | вища                | позапартійний                                                 | начальник організаційного відділу апарату Чернігівської РДА                                                            |
| 23                                                      | Залужний Геннадій Володимирович     |                       | середня             | позапартійний                                                 | Фермерське господарство «Годлевський В. С.», бригадир тракторської бригади                                             |
| 24                                                      | Гема Олександр Володимирович        |                       | середня             | позапартійний                                                 | Придніпровська залізниця (ЗД) Запорізька директорія залізничних перевезень, Черговий по залізничній станції            |
| 25                                                      | Грабовенко Юрій Володимирович       |                       | середня             | позапартійний                                                 | Великотокмацька дистанція колії, бригадир колії                                                                        |
| 26                                                      | Кривонос Тетяна Григорівна          |                       | вища                | позапартійний                                                 | Чернігівська селищна рада, секретар ради                                                                               |
| Наш край                                                |                                     |                       |                     |                                                               | |
| 7                                                       | Шилим Наталія Кирилівна             |                       | професійно-технічна | позапартійна                                                  | пенсіонерка |
| 13                                                      | Пелих Віктор Іванович               |                       | вища                | член Політичної партії «Наш край»                             | Чернігівський районний центр зайнятості, директор                                                                      |
| 16                                                      | Богдан Марина Володимирівна         |                       | вища                | позапартійна                                                  | Начальник загального відділу апарату РДА                                                                               |
| Політична партія Всеукраїнське об'єднання «Батьківщина» |                                     |                       |                     |                                                               | |
| 12                                                      | Похилько Максим Ігорович            |                       | вища                | член політичної партії Всеукраїнське об'єднання «Батьківщина» | СТОВ «Токмачани», юрист                                                                                                |
| 17                                                      | Кучеренко Микола Іванович           |                       | професійно-технічна | член політичної партії Всеукраїнське об'єднання «Батьківщина» | СТОВ «Токмачани», бригадир тракторної бригади                                                                          |
| Опозиційний блок                                        |                                     |                       |                     |                                                               | |
| 4                                                       | Єфіменко Ірина Василівна            |                       | професійно-технічна | член Політичної Партії «Опозиційний блок»                     | безробітня |